# Armando Torrea
Armando Carrascosa Gallego (Mexicali, Baja California; 14 de abril de 1983), conocido también como Armando Torrea, es un actor mexicano.

## Vida personal
Es amigo de los actores Erick Chapa, Matías Novoa y José Ron. 
Fue novio de la actriz Mariana Torres por 7 años sin embargo en 2015 confirmaron su separación. Entre 2016 y 2017 tuvo un breve noviazgo con la actriz Carmen Aub. 
En 2017 conoció a la empresaria Laura Pérez, hija de Netzahualcoyolt Pérez Román, uno de los dueños de Urbi, una empresa local. 
Después de 3 años de noviazgo, el 3 de octubre de 2020, contrajeron matrimonio en la recepción del enlace matrimonial dejó como saldo más de cien contagios de COVID-19 en Mexicali.
El 10 de noviembre de 2021, se convierte en padre, procreando a su primogénito José Carrascosa.

## Filmografía

### Cine
| Año  | Título                      | Personaje | Notas |
| ---- | --------------------------- | --------- | ----- |
| 2011 | El lenguaje de los machetes | Ricardo   |       |
| 2014 | Dariela los martes          | Alexander |       |
| 2018 | Lo que podríamos ser        | Jonathan  |       |
| 2020 | Ahí te encargo              | Francisco |       |

### Televisión
| Año       | Título                            | Personaje                  | Notas                                                                                        |
| --------- | --------------------------------- | -------------------------- | -------------------------------------------------------------------------------------------- |
| 2008-2009 | Contrato de amor                  | Apolo Ladino               | 125 episodios                                                                                |
| 2009-2010 | Pobre diabla                      | Antonio "Tony" Rodríguez   | 195 episodios                                                                                |
| 2010-2011 | Prófugas del destino              | Raúl Caballero             | 139 episodios                                                                                |
| 2012      | La Teniente                       | Teniente Adán Peña         | 24 episodios                                                                                 |
| 2015      | Así en el barrio como en el cielo | Flavio Ferrara             | 121 episodios                                                                                |
| 2015-2016 | ¿Quién es quién?                  | Santiago Blanco            | 63 episodios                                                                                 |
| 2016      | Un día cualquiera                 | Gerardo / Pedro / Salvador | Episodio: "Homosexualidad femenina" Episodio: "Muñecas que cobran vida" Episodio: "Disparos" |
| 2017      | La doble vida de Estela Carrillo  | Steve White                | 72 episodios                                                                                 |
| 2019      | Por amar sin ley                  | Jorge Aguirre              | 8 episodios                                                                                  |
| 2021      | La desalmada                      | José Vargas                | 85 episodios                                                                                 |
| 2022      | Toda la sangre                    | Noel                       | 7 episodios                                                                                  |
| 2023      | Ella camina sola                  | Esteban                    |                                                                                              |

### Realities
| Año  | Título              | Notas                                                     |
| ---- | ------------------- | --------------------------------------------------------- |
| 2014 | La isla: El reality | Concursante, décimo tercer puesto. Eliminado (6° Lugar)   |
| 2015 | Baila si puedes     | Concursante, Eliminado en la última semana de competencia |

### Teatro
| Año  | Título                  | Personaje |
| ---- | ----------------------- | --------- |
| 2013 | ¿Quien mato a la tanga? | Rogelio   |
| 2016 | Una Eva y tres galanes  | Julio     |
| 2017 | Una noche de locuras    | Simón     |